# Anaea eribotes
Anaea eribotes är en fjärilsart som beskrevs av Fabricius 1775. Anaea eribotes ingår i släktet Anaea och familjen praktfjärilar. Inga underarter finns listade i Catalogue of Life.

## Bildgalleri

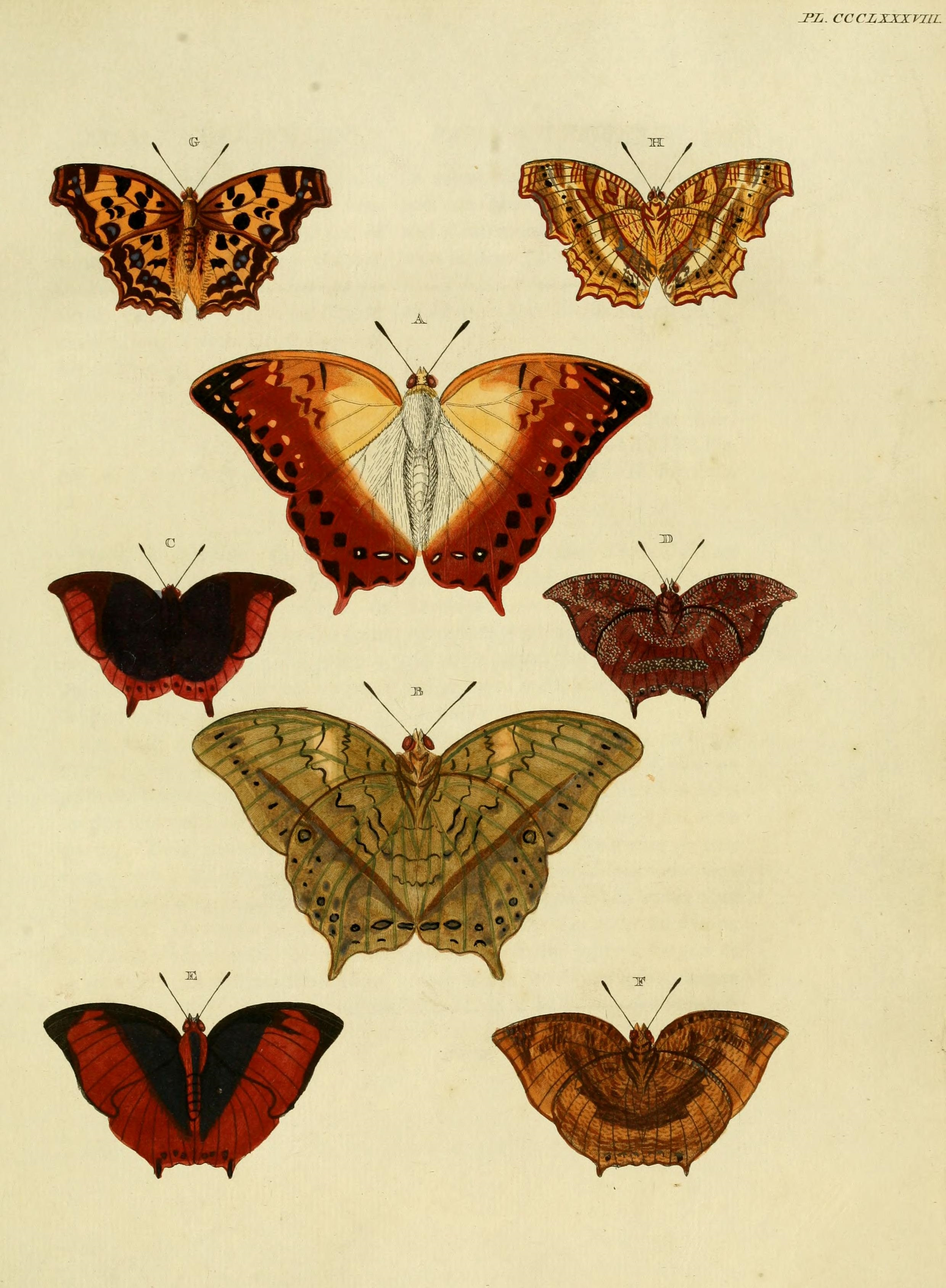